# Wellison Silva
Wellison Silva (Viçosa, 1983. november 22. –) brazil súlyemelő. A 2008. évi nyári olimpiai játékokon 69 kg-os súlyemelésben a 18. helyen végzett összesítésben 290 kilóval.